# Tino Pont
Florentino Pont Pradillo, conegut artísticament com a Tino Pont és un productor de cinema espanyol, nominat dos cops al Goya a la millor direcció de producció. Va començar com a ajudant de producció amb les pel·lícules de Pedro Almodóvar ¡Átame! (1989), Tacones lejanos (1991, en la qual també fou cap de producció), Kika (1993) i Todo sobre mi madre (1999), i en el debut d'Álex de la Iglesia a Acción mutante (1993). El 2000 fou nominat al Goya a la millor direcció de producció per El corazón del guerrero, i ho seria novament per Camarón el 2006.
Des del 2001 va treballar com a productor per a Sogecine i Mediapro, i des del 2006 és productor executiu de Mundo TV. Així ha estat productor de sèries de televisió com Manos a la obra, Policías, en el corazón de la calle, Los 80, Laberint de passions i El comisario. També ha estat director de l'àrea de producció de Boca a Boca. Actualment és acadèmic de l'Acadèmia de les Ciències i les Arts de Televisió d'Espanya.